# Maysa Matarazzo
 (septembre 2010).
Si vous disposez d'ouvrages ou d'articles de référence ou si vous connaissez des sites web de qualité traitant du thème abordé ici, merci de compléter l'article en donnant les références utiles à sa vérifiabilité et en les liant à la section « Notes et références ».
Maysa Figueira Monjardim, née le 6 juin 1936 à Botafogo, Rio de Janeiro et morte le 22 janvier 1977 à Niterói (Rio de Janeiro), au Brésil, plus connue comme Maysa Matarazzo, ou simplement comme Maysa, est une chanteuse brésilienne de samba-canção et de bossa nova.

## Biographie

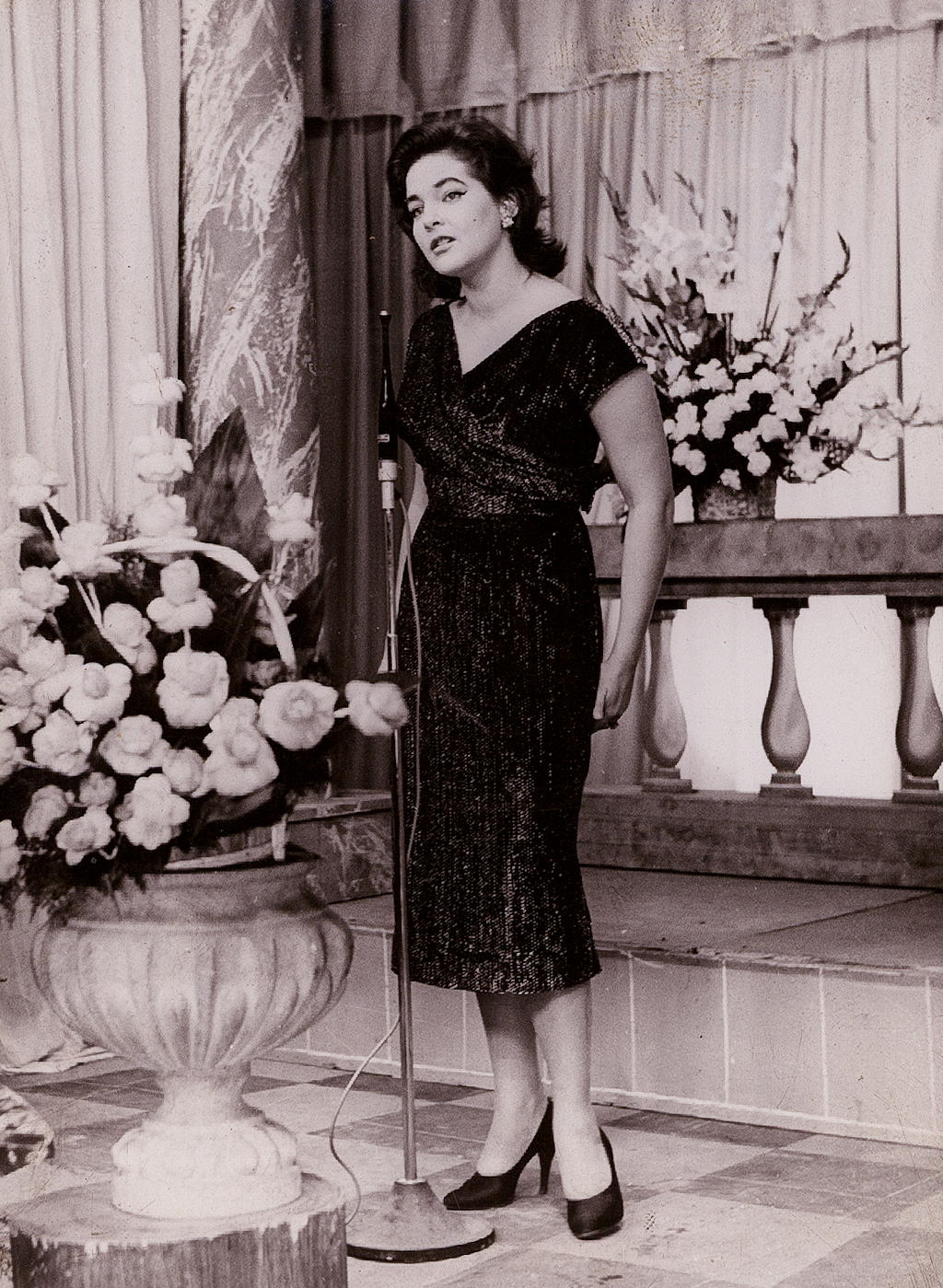
Maysa, 1956.

Maysa naît dans une famille aisée de l’aristocratie de l'État d'Espirito Santo. Son grand-père, Alpheu Adolpho Monjardim de Andrade e Almeida est le premier baron de Monjardim. Son père travaille pour le gouvernement et sa mère a été Miss Vitória.
Maysa est pensionnaire chez les religieuses du Sacré-Cœur de Marie, qu'elle ne quitte qu'à l’âge de 17 ans pour se marier avec le comte André Matarazzo, un milliardaire industriel italo-brésilien.
À l’âge de 18 ans, elle publie chez RGE son premier disque Convite para ouvir Maysa (pt), dont elle a composé les chansons depuis très jeune.
À l’âge de 19 ans, Maysa, qui parle couramment cinq langues étrangères, s'en va vivre deux ans à New York.
À partir de 1964, elle parcourt l'Europe pendant sept années avec son second mari, l'industriel espagnol Miguel Azanza.
En 1969, à l'âge de 33 ans, elle rentre au Brésil et donne un concert à Rio de Janeiro, au théâtre du Canecão (pt).
Maysa meurt le 22 janvier 1977 dans un accident sur le pont Rio-Niterói, en route pour sa maison d’été sur la plage de Maricá.
Durant sa carrière, Maysa compose 36 chansons et enregistre 18 albums. Elle laisse une vaste œuvre écrite et vidéographique, dont la plupart est encore inédite.

## Discographie partielle[2]

### Albums en studio
- 1956 : Convite para ouvir Maysa (RGE)
- 1957 : Maysa (RGE)
- 1958 : Convite para ouvir Maysa no 2 (RGE)
- 1958 : Convite para ouvir Maysa no 3 (RGE)
- 1959 : Maysa é Maysa… é Maysa, é Maysa ! (RGE)
- 1961 : Maysa Amor… e Maysa (RGE)
- 1961 : Barquinho (Columbia)
- 1961 : Maysa Sings Songs Before Dawn (Columbia)
- 1962 : Canção do amor mais triste (RGE)
- 1966 : Maysa (RCA Victor)
- 1970 :  Ando Só Numa Multidão De Amores (Philips)
- 1974 : Maysa (Odeon Records)

### Albums en public
- 1964 : Maysa (Elenco)
- 1969 : Canecão Apresenta Maysa (Copacabana)